# Lo stato delle anime
Lo stato delle anime è un romanzo di Giorgio Todde, edito nel 2001 da Il Maestrale.
Libro d`esordio, con questo romanzo d´ínchiesta prende  il via la serie che ha per protagonista il medico imbalsamatore cagliaritano Efisio Marini: seguiranno Paura e carne, L'occhiata letale, E quale amor non cambia e L'estremo delle cose. Tutti sono stati tradotti in diverse lingue.

## Riconoscimenti
- 2001: Premio Regium Julii, Reggio Calabria
- 2002: Premio Giuseppe Berto per l'Opera Prima[1].

## Edizioni
- Lo stato delle anime Il Maestrale, 2001
- Il Maestrale/Frassinelli, 2002